# Цецилій Калактійський
Цецилій Калактійський (лат. Caecilius; I ст. до н. е.) — давньогрецький ритор часів правління імператора Октавіна Августа.

## Біографія
Справжнє ім'я — Архагат. Народився у м. Калакта (Сицилія). Невідомо за яких обставин потрапив до Риму. Можливо як раб Цецилія Метелла. Став вільновідпущеником й взяв родини ім'я свого патрона — Цецилій. Найбільший розквіт його діяльності припав на часи імператора Августа. Цецилій був прихильником «аттицизму» у риториці. Справив великий вплив на Діонісія Галікарнаського. Свого часу був дуже відомим красномовцем у Римі. Більше про Цецилія відомостей не має.

## Твори
- Про стилі 10 ораторів.
- Історія Війн рабів. (йдеться про Сицилію)
- Про риторику та риторів.
- Проти фригійців.